# Monanthochloe acerosa
Monanthochloe acerosa är en gräsart som först beskrevs av August Heinrich Rudolf Grisebach, och fick sitt nu gällande namn av Carlos Luis Spegazzini. Monanthochloe acerosa ingår i släktet Monanthochloe och familjen gräs. Inga underarter finns listade i Catalogue of Life.